# C-Stoff
C-Stoff (alemany: Substància C) era el nom que rebia un ergol reductor usat per formar un combustible per als motors coets, creat per Hellmuth Walter Kommanditgesellschaft a Alemanya durant la Segona Guerra Mundial. Es tractava d'una barreja d'aproximadament un 57% de metanol CH₃OH (M-Stoff) i un 43% hidrat d'hidrazina N₂H₄•H₂O, amb un "catalitzador 431" que era un compost de K₃[Cu(CN)₄].
Va ser dissenyat per utilitzar-se amb T-Stoff com a oxidant.
La proporció dels components del C-Stoff s'havien desenvolupat per catalitzar la descomposició del T-Stoff i per promoure la combustió de l'oxigen durant la descomposició i per afavorir la combustió uniforme de l'hidrazina.
Els ergols líquids T-Stoff/C-Stoff eren hipergòlics, és necesitava d'una vigilància molt gran a l'hora d'omplir els diposits dels avions Messerschmitt 163B, sobretot perquè aquests dos propulsors tenen un aspecte similar; les explosions i incendis durant les operacions de manteniment van ser nombroses. A més, T-Stoff era més aviat corrosiu, mentre que C-Stoff era naturalment inflamable, cosa que feia que la manipulació d'aquests productes fos especialment delicada.